# Sant Gil de Vilamaniscle
Sant Gil de Vilamaniscle és una església del municipi de Vilamaniscle (Alt Empordà) inclosa en l'Inventari del Patrimoni Arquitectònic de Catalunya.

## Descripció
Edifici de dimensions reduïdes de planta basilical. Presenta un absis semicircular i dues capelles laterals que donen lloc al creuer. L'accés es realitza pels peus, a través d'una senzilla porta allindanada, decorada amb pilastres i mènsules d'estil neoclàssic. Més amunt, centrat el frontis, tenim un ull de bou. Sobre el mur de la façana es construí un campanar de cadireta. L'aparell és de lloses de pissarra sense treballar, travades amb argamassa i disposades sense cura. Sota teulada sobresurten algunes lloses de coberta més antiga. La volta i la façana del temple apareixen encalcinades, a diferència de la resta del temple.

## Història
Si bé hi ha notícies d'una capella que ja existia a finals del s.XIV no tenim cap resta d'ella. L'actual s'ha de datar en algun moment del s. XVIII-XIX.